# Cumora

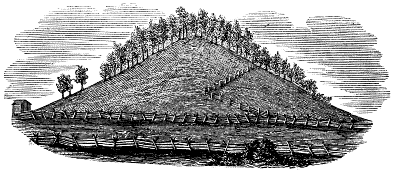
Gravura do Monte Cumora em 1841, onde Joseph Smith disse que lhe foi dado as placas de ouro por um anjo chamado Morôni, no lado oeste, perto do pico.

Cumora ou Monte Cumora (em inglês: Cumorah Hill), é um monte na cidade de Palmyra, estado de Nova York. Tem origem do Livro de Mórmon onde se descreve uma batalha entre povos lamanitas e nefitas.

## História

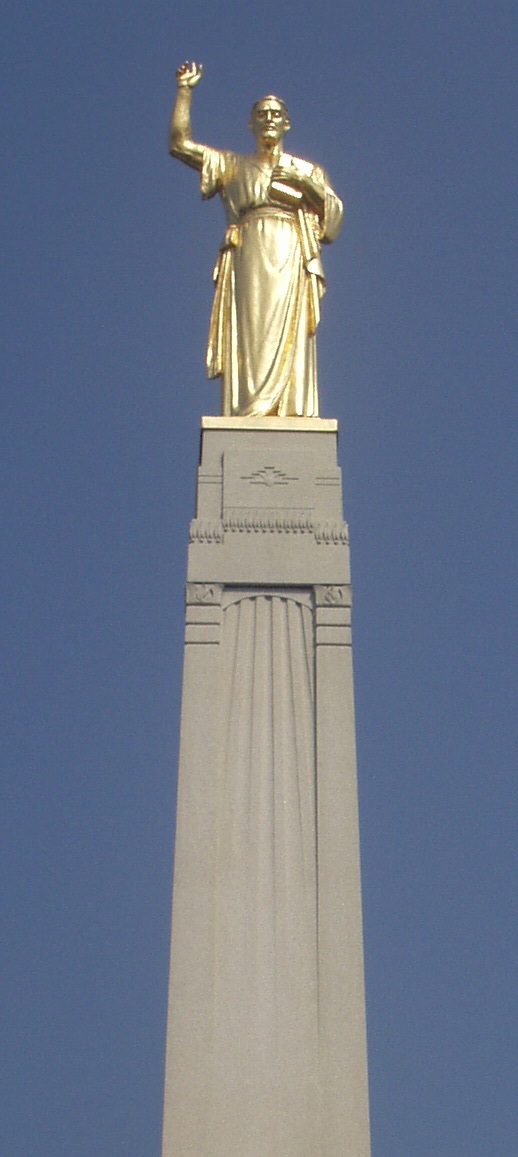
Estátua de Morôni no topo do Monte Cumora.

Segundo a tradição religiosa, no monte cumora ocorreu a batalha final entre os lamanitas e nefitas, causando a extinção destes povos, sobrevivendo apenas 24 pessoas dos nefitas, que foram perseguidos e mortos, entre os últimos sobreviventes estava Morôni. Dos lamanitas sobreviventes descendem parte dos atuais indígenas e habitantes das Américas.

### Cerro Vigía
Alguns estudiosos do movimento dos Santos dos Últimos Dias têm proposto que o Cerro Vigia, (coordenadas: 18° 33′ N, 95° 11′ O ou 18° 27′ 25″ N, 95° 21′ 01″ O) em Veracruz, México é o Monte Cumora mencionado no Livro de Mórmon, por uma variedade de razões. John L Sorenson apresenta uma lista de 15 critérios culturais, com base em informações contextuais extraídos da narrativa do Livro de Mórmon, sobre o Monte Cumora. Estes são: as cidades, torres, agricultura, metalurgia, formas de estados políticos, a religião organizada, a idolatria, o artesanato, o comércio, a escrita, armamento, astronomia, sistemas de calendário, cimento e rodas.
Ele argumenta que a colina, em Nova York, atende parcialmente com quatro desses requisitos, enquanto o Cerro Vigia atende a todos.
| “ | E aconteceu que marchamos para a terra de Cumora e armamos nossas tendas ao redor do monte Cumora; e era numa terra de muitas águas, rios e fontes; e ali tínhamos esperança de sobrepujar os lamanitas. | ” |
|   | — Mórmon 6:4. |   |

## Aparições
Neste monte, aproximadamente no ano de 421 d.C, o Profeta Morôni depositou os registros, escrito nas placas de ouro, que ele e seu pai Mórmon tinham feito. Posteriormente, no ano de 1827, Morôni guiou Joseph Smith até o monte Cumora para resgatar os registros. Joseph fez como foi instruído e traduziu as placas de ouro dando origem ao Livro de Mormon.
Além de ser um depósito dos registros sagrados, o Monte Cumora era como uma “escola” para o jovem Joseph. Durante anos Morôni visitou Joseph no monte Cumora para dar-lhe conhecimento e instruções sobre as placas de ouro.

## Locais históricos

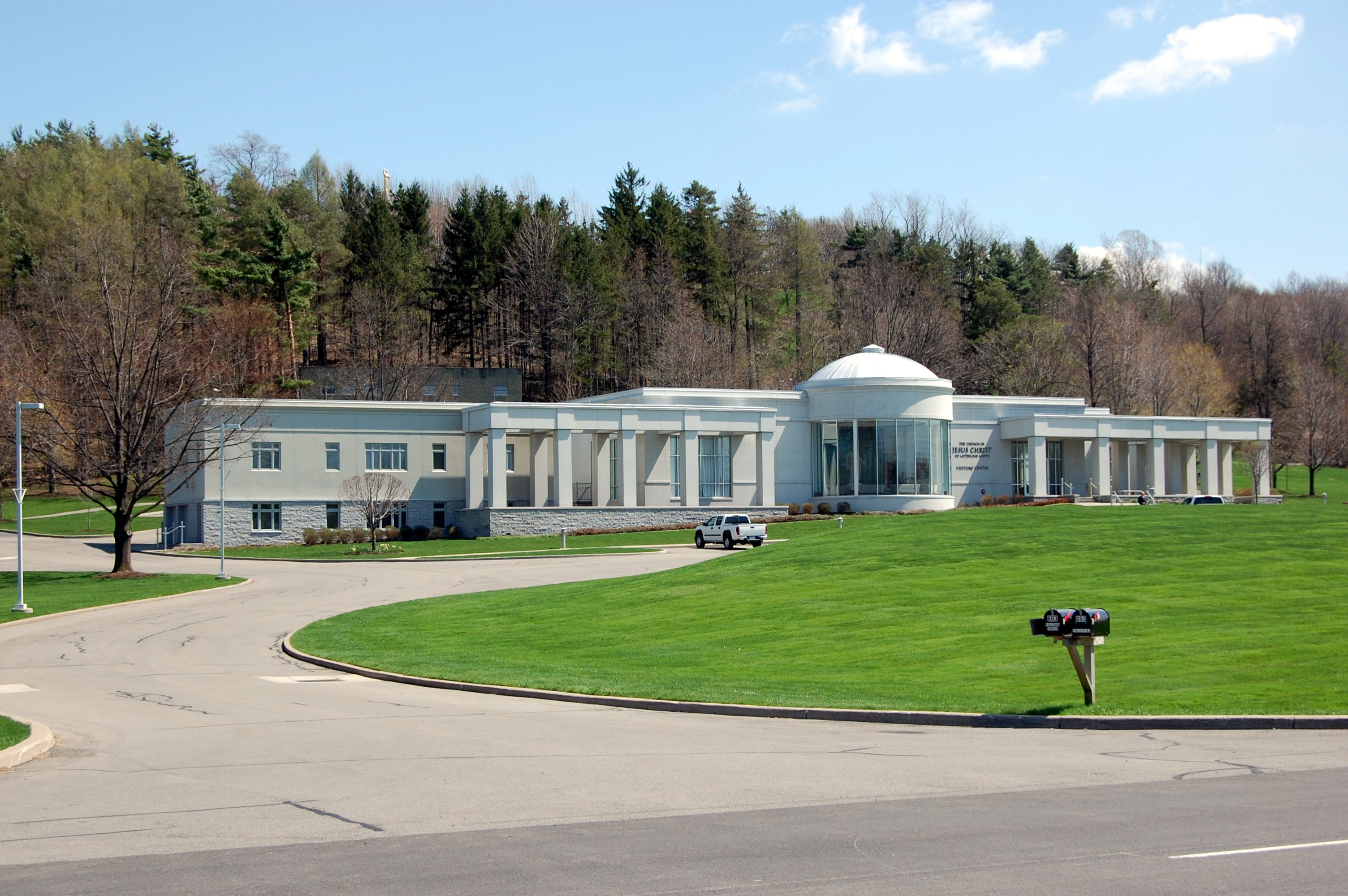
Centro de visitação de A Igreja de Jesus Cristo dos Santos dos Últimos Dias no Monte Cumora (Nova York)

Atualmente, nas proximidades do Monte Cumora na vila de Palmyra, estão estabelecidas lugares históricos na área, especialmente em relação à origem de A Igreja de Jesus Cristo dos Santos dos Últimos Dias. Entre os pontos de interesse por guias turísticos são:
- O Bosque Sagrado, onde Joseph Smith teve a sua primeira visão.
- Centro de Visitantes do Monte Cumora
- Casa da família de Joseph Smith
- Grandin Printing, onde a primeira edição do Livro de Mórmon foi impresso em 1829.
- Fazendas de Peter Whitmer e Martin Harris, ambos apóstolos da Igreja na época.
- Templo de Palmyra, dedicado em 2000 por Gordon B. Hinckley.